# Arrondissement de Rhön-Grabfeld
Pour les articles homonymes, voir Grabfeld.
L'arrondissement de Rhön-Grabfeld est un arrondissement de Bavière (Allemagne) situé dans le district ("Regierungsbezirk" en allemand) de Basse-Franconie. 
Son chef lieu est Bad Neustadt an der Saale.

## Villes, communes et communautés d'administration
(nombre d'habitants en 2006)
| Städte 1. Bad Königshofen im Grabfeld (7 026) 2. Bad Neustadt an der Saale, (Kreisstadt) (16 023) 3. Bischofsheim an der Rhön (5 011) 4. Fladungen (2 298) 5. Mellrichstadt (6 076) 6. Ostheim vor der Rhön (3 600) Märkte 1. Oberelsbach (2 849) 2. Saal an der Saale (1 573) 3. Trappstadt (1 046) Gemeindefreie Gebiete (79,49 km²) 1. Bundorfer Forst (18,06 km²) 2. Burgwallbacher Forst (16,18 km²) 3. Forst Schmalwasser-Nord (1,69 km²) 4. Forst Schmalwasser-Süd (14,31 km²) 5. Mellrichstädter Forst (4,14 km²) 6. Steinacher Forst r.d. Saale (19,85 km²) 7. Sulzfelder Forst (2,54 km²) 8. Weigler (2,73 km²) | Gemeinden 1. Aubstadt (775) 2. Bastheim (2 647) 3. Burglauer (1 658) 4. Großbardorf (1 003) 5. Großeibstadt (1 184) 6. Hausen (741) 7. Hendungen (1 033) 8. Herbstadt (677) 9. Heustreu (1 287) 10. Höchheim (1 230) 11. Hohenroth (3 646) 12. Hollstadt (1 646) 13. Niederlauer (1 791) 14. Nordheim vor der Rhön (1 154) 15. Oberstreu (1 660) 16. Rödelmaier (939) 17. Salz (2 299) 18. Sandberg (2 802) 19. Schönau an der Brend (1 389) 20. Sondheim vor der Rhön (1 038) 21. Stockheim (1 165) 22. Strahlungen (948) 23. Sulzdorf an der Lederhecke (1 263) 24. Sulzfeld (1 781) 25. Unsleben (932) 26. Willmars (657) 27. Wollbach (1 287) 28. Wülfershausen an der Saale (1 475) | Verwaltungsgemeinschaften 1. Bad Königshofen i.Grabfeld (Markt Trappstadt, communes Aubstadt, Großbardorf, Herbstadt, Höchheim, Sulzdorf a.d.Lederhecke et Sulzfeld) 2. Bad Neustadt a.d.Saale (Communes Burglauer, Hohenroth, Niederlauer, Rödelmaier, Salz, Schönau a.d.Brend et Strahlungen) 3. Fladungen (Ville de Fladungen, communes Hausen et Nordheim v.d.Rhön) 4. Heustreu (Communes Heustreu, Hollstadt, Unsleben et Wollbach) 5. Mellrichstadt (Ville de Mellrichstadt, communes Hendungen, Oberstreu et Stockheim) 6. Ostheim v.d.Rhön (Ville de Ostheim v.d.Rhön, communes Sondheim v.d.Rhön et Willmars) 7. Saal a.d.Saale (Markt Saal a.d.Saale, communes Großeibstadt et Wülfershausen a.d.Saale) |